# Ульман, Вольфганг
Вольфганг Ульман (нем. Wolfgang Uhlmann; 29 марта 1935, Дрезден — 24 августа 2020, Дрезден) — немецкий шахматист, гроссмейстер (1959).

## Шахматная карьера
Первого успеха добился в 1951 году в молодёжном первенстве ГДР (2-е место). 11-кратный чемпион ГДР (1954, 1955, 1958, 1964, 1968, 1975, 1976, 1981, 1983, 1985 и 1986). С 1956 лидер команды ГДР на различных соревнованиях: на 16-й олимпиаде (1964) занял 1-е место на 1-й доске (15 очков из 18), на 17-й олимпиаде (1966) показал 3-й результат (13 очков из 18; за Тиграном Петросяном и Робертом Фишером).
Олимпиаде 1962, победив чемпиона мира Михаила Ботвинника, стал членом символического клуба Михаила Чигорина.
Участник многих зональных соревнований ФИДЕ на первенство мира (с 1954) и 4 межзональных турниров (1962, 1970, 1973 и 1976), лучший результат (1970) в Пальме — поделил 5-6 места с Марком Таймановым. В 1971 году проиграл четвертьфинальный матч претендентов Бенту Ларсену — 3½-5½ (+2−4=3). В 1970 году играл за команду избранных шахматистов мира (7-я доска).
Победитель и призёр свыше 40 международных соревнований (1955—1985); Кинбаум (1958) и Гастингс (1958/1959) — 1-е; Стокгольм (1961) — 2-е (за Михаилом Талем); Сараево (1964) — 1-2 (с Львом Полугаевским); Гавана (1964)— 1-2 (с Василием Смысловым); Загреб (1965) — 1-2-е (с Бориславом Ивковым); Гастингс (1965/1966) — 1-2 (с Борисом Спасским); Берлин (1968; памяти Эмануила Ласкера) — 1-2 (с Давидом Бронштейном); Гастингс (1972/1973) и Сьенфуэгос (1973) — 2-е; Гастингс (1975/1976) — 1-3 (с Бронштейном и Властимилом Гортом); Скопье (1976) — 2-е (за Анатолием Карповым); Галле (1981 и 1982) — 1-е; (1984) — 1-2; Потсдам (1985) — 1-е; Таллин (1987) — 5-6 места.